# Solovetskij-klosteret
 Der er for få eller ingen kildehenvisninger i denne artikel, hvilket er et problem. Du kan hjælpe ved at angive troværdige kilder til de påstande, som fremføres i artiklen.

Solovetskij-klosteret (russisk: Соловецкий монастырь) har i flere hundrede år været kristendommens hovedsæde i Nordrusland. Klosteret ligger på Solovetskij-øerne i Hvidehavet i Arkhangelsk oblast. De vigtigste bygninger er fra 1500-tallet, da Filip Kolytsjev var hegumen (titel, som tilsvarer abbed). Klosteret har op igennem århundrederne gennemgået mange ændringer, og det har modstået flere fjendtlige angreb. Solovetskij-komplekset blev optaget på UNESCOs verdensarvsliste i 1992 i henhold til kriterierne iv

## Historie

### Baggrund
Før nogen bosatte sig der, var Solovetskij-øerne kendt blandt samerne, som brugte øerne som gravsted.
Bosættelsen af den karelske kyst mod Hvidehavet startede i 1100-tallet, da fiskere og jægere fra Novgorod slog sig ned her. De næste, som kom var munke. En af munkene, Savvatij (Sabbatius), søgte ensomhed efter, at hans lærer Kirill Bjelozerskij var død. Han havde levet i Valaam-klosteret en tid, men han syntes, at det var overbefolket, og drog videre nord over. Savvatij hørte om Solovetskij-øerne, og i 1429 kom han over til øerne sammen med sin fælle Herman.
Savvatij er senere blevet anset som en af grundlæggerne af Solovetskij-klosteret, det var imidlertid ikke ham, der etablerede det. Den egentlige grundlægger, Zosima, levede i en rig familie nær Kizji ved søen Onega. En dag bestemte han sig for at vie resten af sit liv til munketilværelsen og gav alt, han ejede, bort til de fattige. Zosima og hans ledsagere gav sig af sted og havnede på Solovetskij-øerne, hvor de grundlagde klosteret i 1436.

### Økonomisk, politisk og militært centrum
Frem til midten af 1500-tallet var Solovetskij-klosteret som andre mindre klostre, men i 1549 fik klosteret en ny leder, Fillip, som var en enestående energisk person. Under hans ledelse startede udbygningen af mure, tårne, veje og kanaler mellem flere af søerne på øen. Den første store kirke stod færdig i 1500-tallet. Klosteret udvidede snart sine ejendomme med landområder på kysten af Hvidehavet og omkring floderne, som har udmundede i havet. Klosteret forøgede sin produktion og kommercielle virksomhed og blev snart et økonomisk og politisk centrum i hvidehavsområdet.
På denne tid begyndte klosteret at spille en større rolle også i forsvaret af Nordrusland. I 1582–1594 rejste munkene en fæstning efter ordre fra zaren. Den blev bygget af svære kampesten og blev en af de største og mægtigste fæstninger i Rusland. I mange århundreder vogtede fæstningen og dens garnison den russiske grænse. Arkimandritten (titel, som modsvarer øverste abbed) i klosteret blev udpeget af patriarken og zaren selv. I 1765 blev Solovetskij-klosteret stauropegisk (fra græsk: stauros: "kors" og pegio: "at stadfæste"), det vil sige, at det blev direkte underlagt kirkesynoden.
Forretningsvirksomheden under klosteret omfattede drift af saltsyderi (i 1660-årene ejede det 54 bedrifter), fiskeri, produktion af sømad, pelsdyrfangst, udvinding af glimmer og jern, perlearbejder med mere. Mange mennesker i området var engagerede i klosterets produktion og var derfor afhængige af det. I 1600-tallet havde Solovetskij-klosteret allerede omkring 350 munke, 600-700 tjenestefolk, håndværkere og jordarbejdere.

### Solovetskij-oprøret
I midten af 1600-tallet var Solovetskij-klosterets politiske og moralske indflydelse meget stor, og klosteret blev en af hovedstederne for modstanden mod splittelsen af den russisk-ortodokse kirke. Det antifeudale Solovetskij-oprør (russisk: Соловецкое восстание) i 1668–1676 var rettet mod Patriark Nikons kirkelige reformer. Klosterets ledelse stod imod de zar-støttede religiøse reformer, fredsforhandlinger førte ikke til noget, og zaren sendte militære styrker for at straffe oprørerne.
Oprøret startede sommeren 1668, da de autoritære ledere af klosteret gik i opposition mod Patriark Nikons reform, lige efter hans fratræden fra embedet. Majoriteten af de regulære munke var modstandere af centraliseringen af den russisk-ortodokse kirke og af den russiske regering, som havde virket for dette. Lægbrødre, klosterarbejdere og pilgrimme (russisk: пришлые люди, tr. prisjlyje ljudi) protesterede mod den feudale undertrykkelse og især mod klostervæsenets regulering af livegenskabet. Omkring 450-500 oprørere deltog i Solovetskij-klosteroprøret, som startede under slagordet at kæmpe for den gamle tro og gav bevægelsen tilnavnet De gammeltroende.
22. juni 1668 ankom en Strelets-afdeling, under kommando af Volkhov, Solovetskij-øerne for at bekæmpe oprøret. Klosteret låste sig og nægtede at slippe tropperne ind. Oprøret blev støttet af lokale bønder og arbejdere, som kunne bistå klosteret med forsyninger ved en belejring i mere end syv år om nødvendig. Foruden forsyninger fra omverdenen kom der mange arbejdere, rømmede soldater og til og med Strelets-soldater til øen og slog sig sammen med oprørerne. Tidlig i 1670'erne kom der et stort antal af Stenka Rasins (lederen af modstanden mod den russiske regering) tilhængere for at deltage i klosteroprøret, hvilket opildnede situationen yderligere.
Oprørerne forsvarede sig godt mod den vel udstyrede hær under den flerårige belejring, men der fandtes en forræder på klosteret, munken Feoktist. Han viste strelets-soldaterne et ubevogtet vindue i klosterets Hvide tårn. Dette fremskyndede afslutningen på oprøret, som blev slået ned med en ufattelig brutalitet i januar 1676. Belejrerne kom ind gennem en hemmelig passage i ly af en snestorm og gik løs på munkene. Kun 60 af de 500 oprørere overlevede slaget om klosteret. Efter at oprøret var blevet slået ned, blev der fundet store lagre af mad i klosteret med nok forsyninger til at modstå belejringen i mange flere år. De overlevende oprørere med undtagelse af nogen få blev senere henrettede. Dette er den eneste gang i historien, at Solovetskij-klosteret har været indtaget.

### Forsvar, kristendom, handel og industri
Sammen med fæstningsværkerne i Sumskoi og byen Kem udgjorde Solovetskij-klosteret et vigtig grænseforsvarsværk med et stort antal af kanoner og stærke garnisoner. I 1500 og 1600-tallet formåede klosteret flere gange at slå angreb fra Sværdbroderordenen og svenskerne tilbage (således i 1571, 1582 og 1611).
Den 6. juli 1854 blev klosteret angrebet af to britiske 60-kanoners fregatter, "Brisk" og "Miranda" under Krimkrigen. Efter 9 timers bombardement med omkring 1.800 skud fra skibene, måtte de returnere med uforrettet sag. Overraskende nok gik ingen liv tabt, og kun nogen få af bygningerne blev lettere skadet.
Mellem 1500-tallet og 1900-tallet blev Solovetskij-klosteret brugt til eksil for modstandere af zarvældet og den officielle ortodokse religion. Klosteret var hovedcentrum for kristningen af det nordlige Rusland og opbevarede en stor mængde manuskripter og gamle bøger. Klosteret har haft to glansperioder: den ene i 1500-tallet, da den første store kirke og kampestensmur blev bygget, den anden i 1800-tallet, da en ny kirke, skibsværft (med blandt andet en af Ruslands første tørdokke) og kraftværk blev bygget, ligesom der blev anlagt en botanisk have ved klosteret. I begyndelsen af 1900-tallet deltog klosteret i pomorhandelen med flere dampskibe. Pomorhandelen var en handelsforbindelse mellem pomorer (kystboere) i hvidehavsområdet og kystbefolkningen langs den nordnorske kyst med fisk fra Norge og korn fra Rusland som hovedhandelsvarer.

### Tvangsarbejdslejr
Kort tid efter den russiske revolution nedlagde sovjetmyndighederne klosteret og overtog bygningerne i 1923. Da staten overtog bygningerne deporteredes, fængsledes eller henrettedes en del af munkene, mens andre fortsatte deres liv i dele at klosterkoplekset.
Den 13. oktober 1923 oprettedes en arbejdslejr, "SLON" (Solovetskij lager osobogo naznatjenija, dansk: ~ Solovetskij-lejren til specielle formål) i Solovetskij-klosteret, der var en af de første arbejdslejre i gulag-systemet.
Der er forskellige opgivelser om antal internerede i Solovetskij-lejren:
| År                             | 1923  | 1924  | 1925  | 1926   | 1927   | 1928        | 1929        | 1930   | 1931        | 1932        | 1933        |
| ------------------------------ | ----- | ----- | ----- | ------ | ------ | ----------- | ----------- | ------ | ----------- | ----------- | ----------- |
| solovetskij.info Jurij Morukov | 2 557 | 4 115 | 6 765 | 9 830  | 12 896 | ikke oplyst | ikke oplyst | 53 123 | ikke oplyst | ikke oplyst | ikke oplyst |
| Historie NKVD/Gulag            | 2 557 | 5 044 | 7 727 | 10 682 | 14 810 | 21 900      | 65 000      | 71 800 | 15 130      | ikke oplyst | 19 287      |

Omkring 7.500 internerede døde i lejren fra oprettelsen i 1923 frem til nedlæggelsen, heraf 3.500 af sult i 1933.
Solovetskij-lejren fik afdelinger på øerne omkring og fastlandet. Flere forskellige modstandere af sovjet var deterneret i lejren: antikommunistiske hvide styrker, der havde samarbejdet med interventions hærene, zarister, mensjevikker, socialrevolutionære og intellektuelle og almindelige kriminelle, der kunne tænkes at at ville sabotere revolutionen. I Transfigurationskirken blev fangerne indkvarterede i fireetagers køjesenge. Altrene blev omgjort til latriner.[kilde mangler]
Solovetskij-lejren var en af de første arbejdslejre, hvor NKVD udviklede og afprøvede de metoder, der blev gængse i fangelejre i hele Sovjetunionen. De internerede udførte blandt andt skovarbejde, deltog i bygningen og vedligeholdelse af Hvidehavskanalen, deltog i høstarbejde, og drev fiskeri. Fangerne led under de dårlige forhold, og led under hungernøden i Sovjetunionen i begyndelsen af 30'erne
I 1920'erne blev propagandafilmen "Solovetskij" indspillet for at fremme udbredelsen af Sovjetstatens nye afstraffelsesmetoder.[kilde mangler] "De brugte åbent ordet 'Solovki' til at skræmme folk med", skrev den russiske oppositionelle forfatter Aleksandr Solsjenitsyn i sit værk Gulagarkipelet.
Solovetskij-lejren blev endeligt nedlagt den 4. december 1933. Inden Solovetskij-lejren blev nedlagt oprettedes "Belbaltlag", der var arbejdslejr i forbindelse med byggeriet og vedligeholdelsen af Hvidehavskanalen.
I 1939 overgik faciliteterne til Den sovjetiske Nordflåde, der opførte af en flådebase og oprettede en søofficersskole.
Efter 2. verdenskrig blev Solovetskij-klosteret brugt af forsvaret. Først i 1992 fik den russiske kirke kontrol over klosteret igen, og i dag er Solovetskij-klosteret et historisk og arkitektonisk museum. Et lille broderskab af munke på omkring 10 personer lever i klosteret i dag.

## Klosteranlægget
Solovetskij-klosterets bygninger ligger ved stranden i Prosperitybugten (russisk: бухта Благополучия) på den største af Solovetskij-øerne. Området er omgivet af massive mure, som er 8-11 m høje og 4-6 m tykke. Muren har 7 porte og 8 tårne og er opført mellem 1584–1594 af arkitekten Trifon. Den er muret op af svære kampesten, som er op til 5 m lange. Det er også overbygninger på området, som er forbundne med overdækkede og buede passager. Disse er omgivne af mange husholdnings- og boligbygninger og et refektorium (et 500 m2 stort kammer), Uspenskij-katedralen (bygget mellem 1552–1557), Preobrazjenskij-katedralen (1556–1564), Bebudelseskirken (1596–1601), stenkamre (1615), en vandmølle (fra tidlig i 1600-tallet), et klokketårn (1777) og Nikolajkirken (1834). I løbet af de seneste år er klosteret stærkt restaureret, og restaureringsarbejderne pågår fortsat.

### Kristi Himmelfartskirken på Sekirnajahøjden
Sekirnayahøjden ligger på nordvestsiden af den største af Solovetskij-øerne. På toppen af dette højdedrag byggede munkene en Kristi Himmelfartskirke i 1800-tallet. Kirken var også et fyr, og dette er verdens eneste kirke, som ikke har kors men en fyrlinse på taget. Under Gulagtiden blev kirken anvendt som en af de grusommeste straffeceller, og til minde om de her henrettede er det rejst et mindekors på stedet.

### Håndlavet kanalsystem
Øen har ingen større vandløb men hundrede vis af indsøer. I 1500-tallet begyndte munkene at udgrave forbindelseskanaler mellem indsøerne. Systemet af indsøer og kanaler blev brugt som ferskvandskilde og for transport. I dag er det muligt at besøge kanalsystemet med robåde.
Der er en botanisk have med mere end 100 plantearter på øen, mange er af arter som almindeligvis vokser langt længere mod syd. Der findes også et Gulag-museum på området i dag.